# Saison 2 des Sirènes de Mako
Chronologie
Saison 1 Saison 3
Cet article présente le guide des épisodes de la deuxième saison de la série télévisée australienne Les Sirènes de Mako (Mako Mermaids).

## Généralités
- Dans cette saison, le trio évolue : Nixie et Lyla sont remplacées par Mimmi et Ondina. Gemma Forsyth, l'actrice qui interprète Evie McLaren aura un rôle plus important dans cette nouvelle saison.
- Les treize premiers épisodes sont diffusées le 13 février 2015 sur Netflix aux États-Unis ainsi que sur Network Ten en Australie. Les treize épisodes suivants sont attendus sur Netflix le 29 mai 2015 .
- En France, les 13 premiers épisodes de la saison 2 ont été diffusés dès le 1er juin 2015 sur France Ô. Les 13 derniers épisodes de la saison sont diffusés dès le 12 décembre 2015.

Disney Channel  quant à elle, la diffuse dès le 7 mars 2016.

## Distribution de la saison

### Acteurs principaux
- Chai Romruen (VF : Tony Marot) : Zac Blakely
- Amy Ruffle : Sirena Santos
- Isabel Durant : Ondina Santos
- Allie Bertram : (VF : Audrey Sablé) : Mimmi
- Alex Cubis : (VF : Adrien Larmande) : Erik
- Gemma Forsyth : (VF : Céline Melloul) : Evie McLaren

### Acteurs secondaires
- Dominic Deutscher (VF : Yannick Blivet) : Cam
- Kerith Atkinson : Rita Santos
- Rowan Hills : (VF : Jean-Marco Montalto) : David
- Laura Keneally (VF : Nayéli Forest) : Lauren Blakely
- Brooke Nichole Lee : Carly
- Natalie O'Donnell : Veridia
- Nick Wright : Joe

## Épisodes

### Épisode 1:Le Septième cycle lunaire
- Australie /  États-Unis : 13 février 2015 sur Network Ten / Netflix
- France : 1er juin 2015 sur France Ô / 7 mars 2016 sur Disney Channel France

### Épisode 2:Un sort qui colle
- Australie /  États-Unis : 13 février 2015 sur Netflix / Network Ten
- France : 1er juin 2015 sur France Ô / 8 mars 2016 sur Disney Channel France

### Épisode 3:La Caverne secrète des tritons
- Australie /  États-Unis : 13 février 2015 sur Netflix / Network Ten
- France : 1er juin 2015 sur France Ô / 9 mars 2016 sur Disney Channel France

### Épisode 4:Mission compromise
- Australie /  États-Unis : 13 février 2015 sur Netflix / Network Ten
- France : 1er juin 2015 sur France Ô / 10 mars 2016 sur Disney Channel France

### Épisode 5:Les Envahisseurs
- Australie /  États-Unis : 13 février 2015 sur Netflix / Network Ten
- France : 2 juin 2015 sur France Ô / 11 mars 2016 sur Disney Channel France

### Épisode 6:De l'orage dans l'air
- Australie /  États-Unis : 13 février 2015 sur Netflix / Network Ten
- France : 2 juin 2015 sur France Ô / 14 mars 2016 sur Disney Channel France

### Épisode 7:Première pleine lune pour Evie
- Australie /  États-Unis : 13 février 2015 sur Netflix / Network Ten
- France : 3 juin 2015 sur France Ô / 15 mars 2016 sur Disney Channel France

### Épisode 8:Toujours tout savoir
- Australie /  États-Unis : 13 février 2015 sur Network Ten / Netflix
- France : 3 juin 2015 sur France Ô / 16 mars 2016 sur Disney Channel France

### Épisode 9:Clandestine
Margaret Wilson
- Australie /  États-Unis : 13 février 2015 sur Network Ten / Netflix
- France : 4 juin 2015 sur France Ô / 17 mars 2016 sur Disney Channel France

### Épisode 10:Espionnage sous-marin
- Australie /  États-Unis : 13 février 2015 sur Network Ten / Netflix
- France : 4 juin 2015 sur France Ô / 18 mars 2016 sur Disney Channel France

### Épisode 11:La Lotion de jouvence
- Australie /  États-Unis : 13 février 2015 sur Network Ten / Netflix
- France : 5 juin 2015 sur France Ô / 21 mars 2016 sur Disney Channel France

### Épisode 12:À la recherche de la bague
- Australie /  États-Unis : 13 février 2015 sur Network Ten / Netflix
- France : 5 juin 2015 sur France Ô / 22 mars 2016 sur Disney Channel France

### Épisode 13:Les Liens du sang
- Australie /  États-Unis : 13 février 2015 sur Network Ten / Netflix
- France : 5 juin 2015 sur France Ô

### Épisode 14:Une vie chamboulée
- Australie /  États-Unis : 29 mai 2015 sur Network Ten / Netflix
- France : 12 décembre 2015 sur France Ô

### Épisode 15:Champion malgré lui
- Australie /  États-Unis : 29 mai 2015 sur Network Ten / Netflix
- France : 12 décembre 2015 sur France Ô

### Épisode 16:Dans la peau de Poséidon
- Australie /  États-Unis : 29 mai 2015 sur Network Ten / Netflix
- France : 12 décembre 2015 sur France Ô

### Épisode 17:La disparition d'Erik
- Australie /  États-Unis : 29 mai 2015 sur Network Ten / Netflix
- France : 19 décembre 2015 sur France Ô

### Épisode 18: Un chant ensorcelant
En écoutant le chant des sirènes du Nord, Sirèna est envoutée.

### Épisode 26: La pierre du trident
Eric réussis à activer la pierre du trident.
La fin :